# Nhóm Myosotis

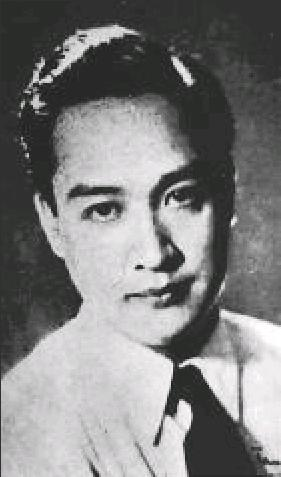
Dương Thiệu Tước

Myosotis là một nhóm nhạc thời kỳ tiền chiến.

## Lịch sử
Myosotis có nghĩa là hoa lưu ly, nhóm nhạc này gồm các nhạc sĩ Thẩm Oánh, Dương Thiệu Tước, Phạm Văn Nhượng, Trần Dư, Vũ Khánh... trong đó hai thành viên quan trọng nhất là Thẩm Oánh và Dương Thiệu Tước. Năm 1938 khi tân nhạc Việt Nam hình thành sau những buổi trình diễn của nhạc sĩ Nguyễn Văn Tuyên, nhiều nhóm nhạc ở miền Bắc cùng tung ra các ca khúc của mình. Trong số đó đáng kể hơn cả là Myosotis và nhóm Tricéa.
Myosotis được đánh giá là có chủ trương sáng tác rõ rệt hơn. Hai xu hướng chính của nhóm là:
- Sáng tác nhạc mới nhưng có âm hưởng nhạc dân tộc do Thẩm Oánh chủ trương.
- Sáng tác hoàn toàn theo nhạc ngữ Tây phương do Dương Thiệu Tước chủ trương.

Thẩm Oánh theo con đường trung dung. Ông từng tuyên bố trên báo Ngày Nay của Nhất Linh, tờ hậu thuẫn cho tân nhạc thời hình thành đó: "Âm nhạc cải cách phải theo ý nhạc Việt Nam và phải có cảm tưởng thuần túy Á Đông". Trong khi đó, Dương Thiệu Tước thì chủ trương phải sáng tác theo âm điệu Tây phương hoàn toàn. Ông viết trên báo Việt Nhạc số 5, ngày 16 tháng 10 năm 1948: "Nếu đã có nhà văn Việt Nam viết văn bằng tiếng Pháp, thì nhà soạn nhạc Việt Nam cũng có thể viết được những bản nhạc có âm điệu Tây Phương".
Có thể thấy rằng cả hai đã rất trung thành với chủ trương của mình. Sáng tác của Thẩm Oánh rất Á Đông, còn nhạc Dương Thiệu Tước đầy âm điệu khiêu vũ phương Tây. Từ năm 1938, nhóm Myosotis cũng đứng ra xuất bản các ca khúc mới, những bài như Đôi Oanh Vàng, Hoa Tàn, Phút Vui Xưa... cùng những bản nhạc không lời của Dương Thiệu Tước. Các ca sĩ nổi tiếng như Ái Liên và Kim Thoa được hãng đĩa Beka thuê thu thanh các bài hát này trên đĩa hát 78 vòng.
Từ 1938 cho tới 1942, nhóm Myosotis với hai nhạc sĩ chính là Thẩm Oánh và Dương Thiệu Tước đã để lại nhiều nhạc phẩm giá trị, phần lớn theo phong cách trữ tình lãng mạn. Theo Phạm Duy: "Tác phẩm của nhóm Myosotis rất là nhiều, nhưng không lưu truyền cho tới về sau, trừ một số bài nào đó, ngẫu nhiên được một giọng ca lớn nào đó, ví dụ giọng Thái Thanh hay Kim Tước, hát lại trong những thập niên sau".
Sau một thời gian ngắn tồn tại, Myosotis không còn là một nhóm thuần nhất. Các thành viên chia tay, tiếp tục đi theo con đường sáng tác riêng của mình.